# Lasa

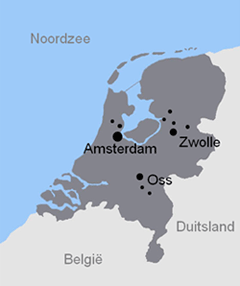

De Longitudinal Aging Study Amsterdam (LASA) is een langlopend onderzoek op het gebied van veroudering in Nederland. De studie is in 1991 in het leven geroepen door het ministerie van Volksgezondheid, Welzijn en Sport en wordt uitgevoerd door de Vrije Universiteit en het VU medisch centrum. LASA heeft als doel over een lange periode determinanten en gevolgen van veroudering vast te leggen en te bestuderen. Aan het onderzoek namen tot nu toe meer dan 5500 volwassenen van 55 jaar en ouder deel, geselecteerd op basis van een representatieve steekproef in drie regio’s in Nederland. De meeste van hen namen deel aan meerdere meetrondes, met tussenpozen van drie jaar. LASA maakt zowel gebruik van vragenlijsten als medische interviews en metingen.
Gedurende de tientallen jaren die het LASA-onderzoek inmiddels loopt is een gegevensverzameling over veroudering opgebouwd die haar gelijke zowel binnen als buiten Nederland niet kent. LASA beschikt inmiddels over meer dan 10.000 variabelen verzameld in 10 meetrondes over een periode van 25 jaar. Enkele onderwerpen waarover op basis van LASA-gegevens veel gepubliceerd wordt zijn:
- Eenzaamheid
- Cognitief functioneren (o.a.  op basis van MMSE)
- Kwaliteit van leven
- Mantelzorg
- Artrose
- Functionele beperkingen (in algemene dagelijkse levensverrichtingen)

## Wetenschappelijke en maatschappelijke output
LASA resulteerde tot nu toe in honderden artikelen in internationale en nationale wetenschappelijke vaktijdschriften, duizenden bijdragen aan internationale en nationale congressen op het gebied van veroudering, meer dan 50 proefschriften, input voor vele cursussen en opleidingen op het gebied van ouderen, tientallen beleidsrapportages voor het ministerie van VWS, presentaties in kranten, op televisie en radio, en op publieksdagen, en in verscheidene informatieve brochures en folders gericht op ouderen, mantelzorgers en zorgprofessionals.

## Beschikbaarstelling van de data
Op de LASA-website zijn een overzicht en documentatie van de beschikbare gegevens te vinden. Via de website kan een analyseplan worden ingediend. Na goedkeuring daarvan kan (een deel van) de data beschikbaar worden gesteld. Daarnaast heeft LASA een selectie van de belangrijkste data beschikbaar gesteld in de vorm van een Public User File (PUF) in EASY DANS.